# 1987년 워싱턴 정상회담
1987년의 워싱턴 정상회담은 냉전 시대에 미국 대통령 로널드 레이건과 소련 공산당 서기장 미하일 고르바초프 사이에 12월 8일부터 10일까지 열린 회담이다. 레이건과 고르바초프는 아프가니스탄, 중앙아메리카, 남부 아프리카의 지역 분쟁, 화학 무기 및 재래식 무기에 대한 암스 컨트롤 문제, START 협상 진행 상황, 인권에 대해 논의했다. 워싱턴 정상회담의 중요한 성과는 중거리 핵전력 (INF) 조약의 서명이었다.

## 배경
전년도 레이캬비크 정상회담의 거의 돌파구에 가까운 성과에 이어, 양측 지도자의 많은 지지자들의 실망에도 불구하고, 레이건과 고르바초프는 INF 조약 협상에 자원을 투입하기 시작했다. 이는 양국 내외의 다양한 문제들과 함께 워싱턴 정상회담 이전에 긴장된 시기를 초래했다.
레이건에게는 주식 시장 문제, 대법원 지명자 로버트 보크의 승인 실패, 그리고 이란-콘트라 스캔들이 모두 정치적 압력을 가하고 있었다. 또한, 전 대통령 리처드 닉슨, 전 국무장관 헨리 키신저, 평론가 윌리엄 버클리를 포함한 이례적으로 많은 보수주의자들뿐만 아니라 그의 행정부 구성원들로부터의 비판은 INF 조약을 둘러싸고 논쟁적인 정치적 분위기를 조성했다.
고르바초프 또한 INF 조약 협상뿐만 아니라 그의 페레스트로이카 개혁 프로그램에서도 반대에 부딪혔다. 마티아스 루스트 사건 이후 150명 이상의 국방장관과 장교를 교체했음에도 불구하고, 워싱턴 정상회담이 열리기 불과 두 달 전, 당시 정치국의 후보 위원이자 고르바초프의 지지자였던 보리스 옐친이 전례 없는 매우 논란이 많은 움직임으로 소련 공산당 서기장을 비난하고 사임하면서 고르바초프의 좌절은 더욱 커졌다. 그러나 레이건의 국무장관 조지 P. 슐츠에 따르면, 소련 지도자는 10월 말 모스크바에서 INF 조약의 조건을 확정하기 위한 회의에서 이례적으로 논쟁적이었다. "슐츠가 워싱턴으로 돌아와 짐을 풀기도 전에 고르바초프가 정상회담을 빨리 개최하기를 원한다는 소식이 모스크바에서 왔다. 셰바르드나제는 이틀 안에 워싱턴에 와서 INF 조약과 정상회담의 마지막 세부 사항을 처리할 것이다."
따라서 외부적인 복잡성에도 불구하고, 정상회담이 열릴 무렵에는 INF 조약과 관련된 대부분의 세부 사항이 이미 해결된 상태였다. 회의가 열리기 최소 일주일 전, 뉴욕 타임스는 "소련 지도자와 레이건 대통령은 12월 8일에 양국의 단거리 및 중거리 미사일을 제거하는 조약에 서명할 예정"이라고 보도했지만, 신문은 또한 "장거리 전략 핵무기 감축"에 대한 논의가 장애물에 부딪히고 있다고 언급했다.

## 정상회담 일정
| 날짜 / 시간                               | 장소                       | 주요 논의 주제 | 비고 |
| ----------------------------------------- | -------------------------- | --- | --- |
| 12월 8일, 오전 10시 45분 - 오후 12시 30분 | 오벌 오피스, 백악관        | 인권, 이민, 소련-미국 관계 개선, 군비 통제 | |
| 12월 8일, 오후 2시 30분 - 3시 15분        | 캐비닛룸, 백악관           | 재래식 및 화학 무기 군비 통제 | |
| 12월 9일, 오전 10시 35분 - 10시 45분      | 오벌 오피스 옆 작은 사무실 | 대통령과 총서기가 조 디마지오를 위해 야구공에 서명한다. | 두 지도자 간의 비공식 회담.                                                                                               |
| 12월 9일, 오전 10시 55분 - 오후 12시 35분 | 오벌 오피스                | START 논의 진척 상황, 전략방위구상 (SDI), 탄도탄 요격미사일 (ABM) 조약, 아프가니스탄, 이란-이라크 전쟁                                                              | |
| 12월 10일, 오후 12시 - 12시 15분          | 오벌 오피스                | 다양한 지역 문제 | |
| 12월 10일, 오후 12시 40분 - 2시 10분      | Family Dining Room, 백악관 | 공동 성명에서 지역 문제(캄보디아에서 베트남군 철수, 아프가니스탄, 라틴아메리카, 아프리카)의 진척 상황을 어떻게 특징지을지 논의, 제네바 협정, 조선민주주의인민공화국 | 이 회의는 이전 회의 직후에 시작된 업무 오찬이었다. 이 회의의 마지막 순간은 대체로 자축하는 발언과 농담 교환으로 채워졌다. |

## 같이 보기
- 미국-소련 정상회담 목록